# Flora Lapponica
Flora Lapponica est un livre paru en 1737 sur les plantes de Laponie écrit par le botaniste, zoologiste et naturaliste Carl von Linné (1707-1788). Ce livre fait suite à son expédition en Laponie entre le 12 mai et le 10 septembre 1732, financée par l'académie royale des sciences de Suède. C'est la première mise en pratique des idées de Linné sur la nomenclature et la classification. Il y décrit 534 espèces, avec leur distribution géographique et leur taxonomie.